# Ильичёва (Зиминский район)
Ильичёва — исчезнувшая заимка, входившая в состав Услонского сельского поселения Зиминского района Иркутской области.  Располагалась недалеко от бывшей части радиотехнический войск ПВО (ныне на территории части фермерское хозяйство «Рассоха»).

## История
В разное время насчитывалось около 20 домов. Была школа, столовая для рабочих, ток, зернохранилище, магазин. Заимка исчезла в период укрупнения колхозно-совхозных хозяйств. Расселена была насильно. Многие жители перевозили с собой и дома. На топографической карте Генштаба СССР 1984 года населённый пункт отмечен как нежилой. В настоящее время на территории бывшей заимки располагаются покосы жителей села Самара.